# Pescara Vecchia
Il rione di Pescara Vecchia, nel quartiere Portanuova, è il più antico della città di Pescara, in Abruzzo, coincidente all'area occupata dalla cittadina romana di Aternum.
L'abitato, che si strutturò in una vera e propria cittadina durante la dominazione romana, visse nel Medioevo un periodo di decadenza e abbandono fino alla costruzione, nel XVI secolo, della grande fortezza voluta da Carlo V d'Asburgo, che diede nuovo impulso allo sviluppo urbano fornendo anche protezione al frequentato porto commerciale.
Nel 1807 i territori a nord del fiume Pescara, pressoché disabitati, vennero separati dalla città formando il nuovo comune di Castellammare Adriatico, generando una frattura nello sviluppo cittadino che durerà fino alla riunificazione del 1927. La porzione di città a sud del fiume Pescara, prendendo il nome dai resti dell'antica chiesa di santa Gerusalemme, i cui incompleti lavori di restauro avevano lasciato un grande arco aperto verso l'esterno, divenne nota come Portanuova, mentre con lo spostarsi del centro cittadino della riunita Pescara nel settore settentrionale della città, il vecchio borgo storico prese il nome di Pescara Vecchia.

## Geografia Fisica
Pescara Vecchia è situata lungo la riva meridionale del fiume Pescara; parte della circoscrizione di Portanuova, il quartiere è delimitato a sud-ovest dalla ferrovia Adriatica, a sud-est da via dei Bastioni, oltre la quale si estende il quartiere Portanuova, a nord-est da piazza Unione e dal quartiere Marina e a nord dal fiume, che lo separa dalla circoscrizione Castellammare. L'area golenale è interamente occupata dalla sopraelevata della strada statale 16 dir/C del Porto di Pescara.

## Origini del nome
Prima dell'unificazione con Castellammare Adriatico del 1927, la zona era semplicemente nota come Pescara. Gli archi dell'incompiuta chiesa di Santa Gerusalemme, i cui lavori di recupero si interruppero definitivamente nel XIX secolo, andarono a creare una nuova via di accesso alla cittadina, in precedenza racchiusa dalle mura della fortezza spagnola, e presto questa nuova porta prese il nome di Portanuova, denominazione che andò estendendosi sempre di più sino a racchiudere tutta l'area meridionale della città di Pescara. Il vecchio borgo storico iniziò quindi a essere noto come Pescara Vecchia.

## Storia

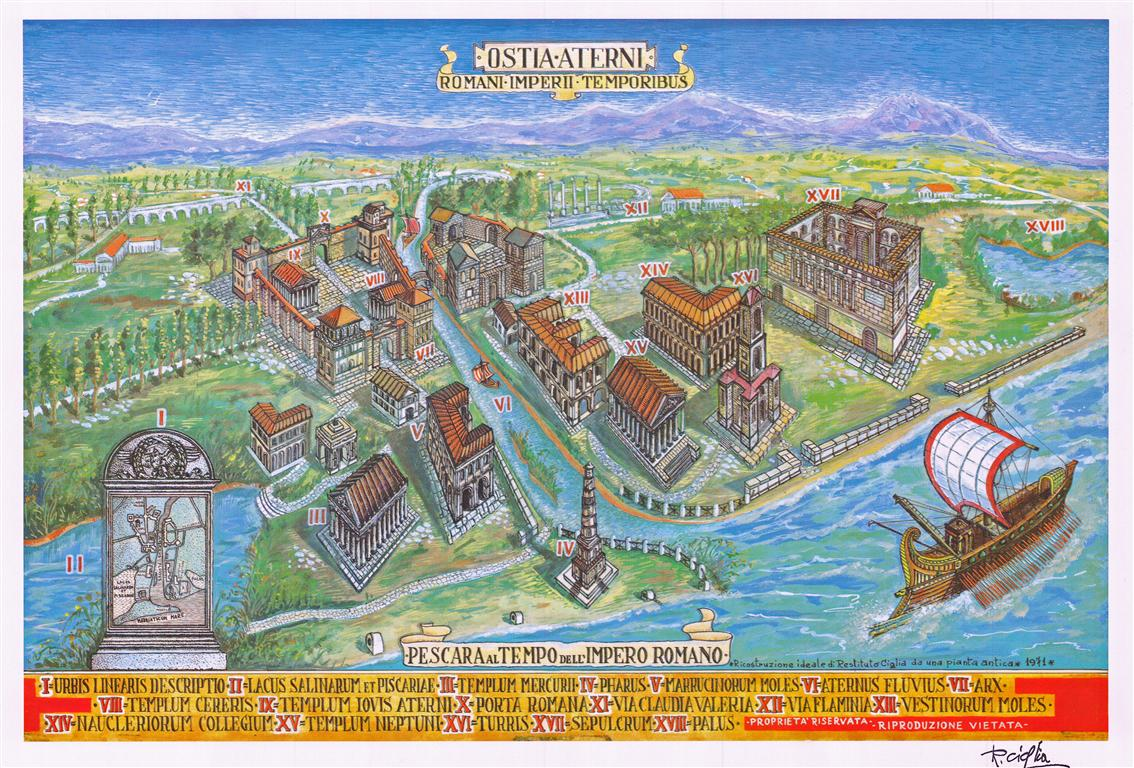
Ricostruzione della città di Aternum

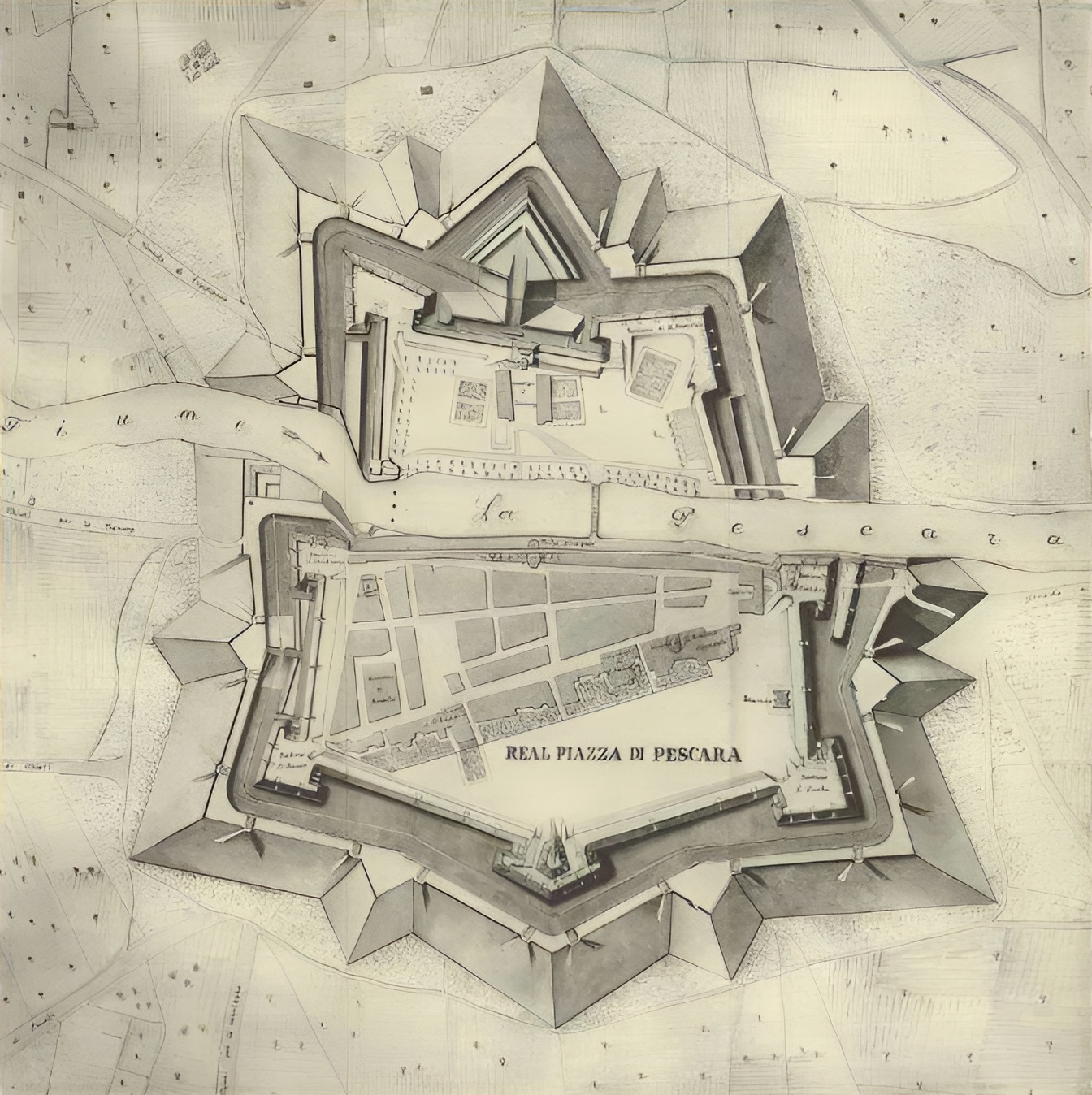
La fortezza spagnola

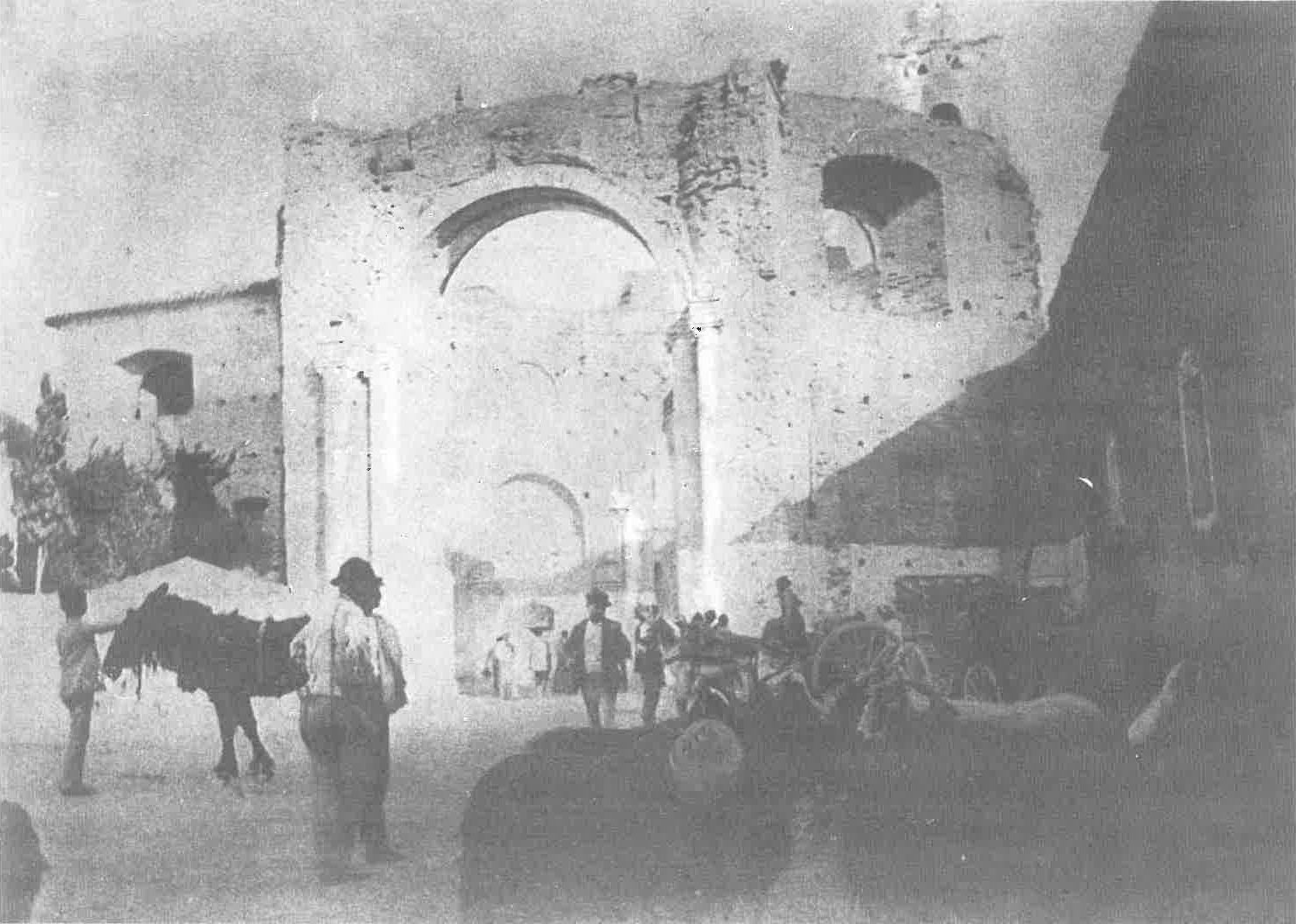
La chiesa di Santa Gerusalemme, già parzialmente demolita a fine 1800; l'arco darà il nome "Portanuova" al quartiere.

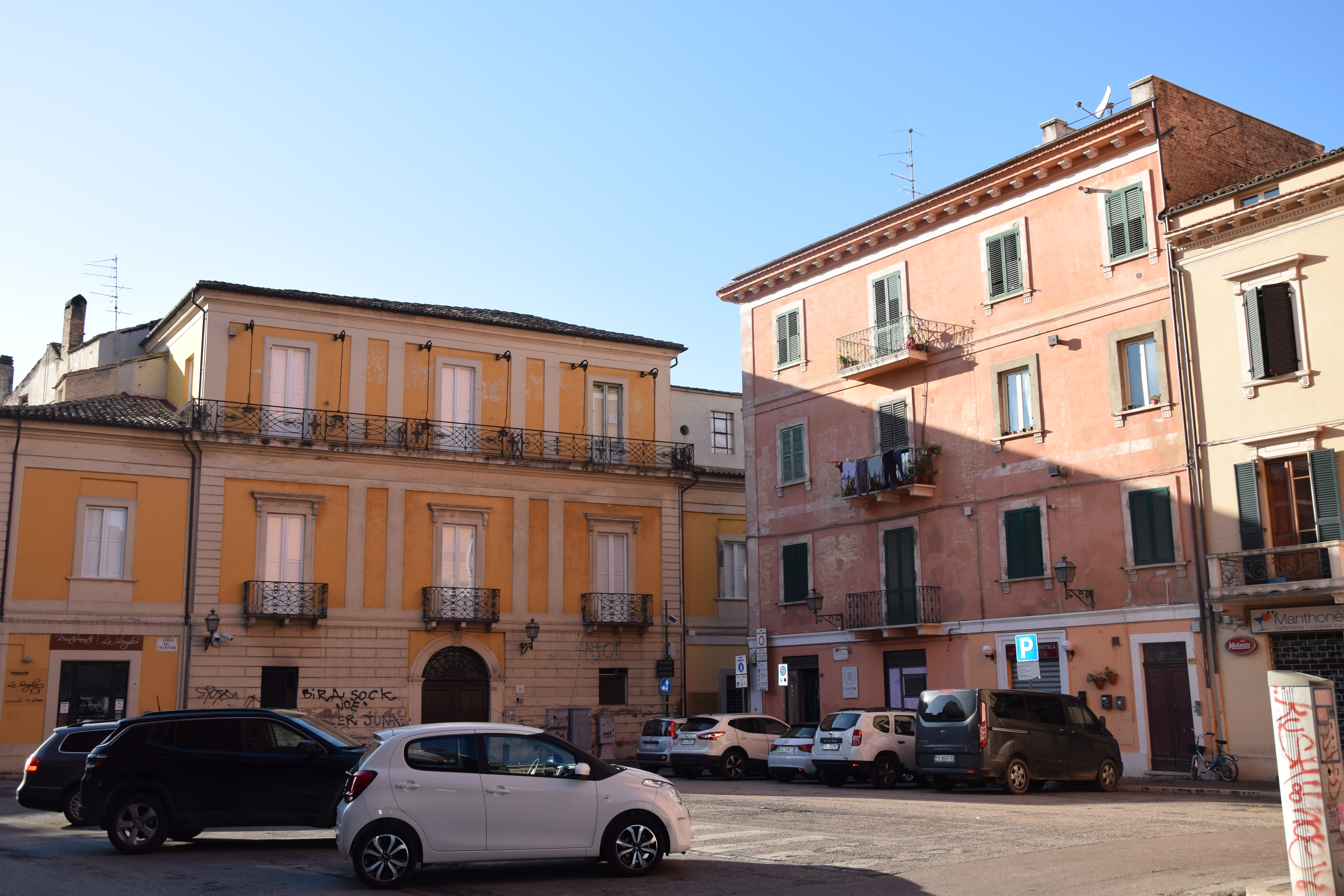
Largo dei Frentani

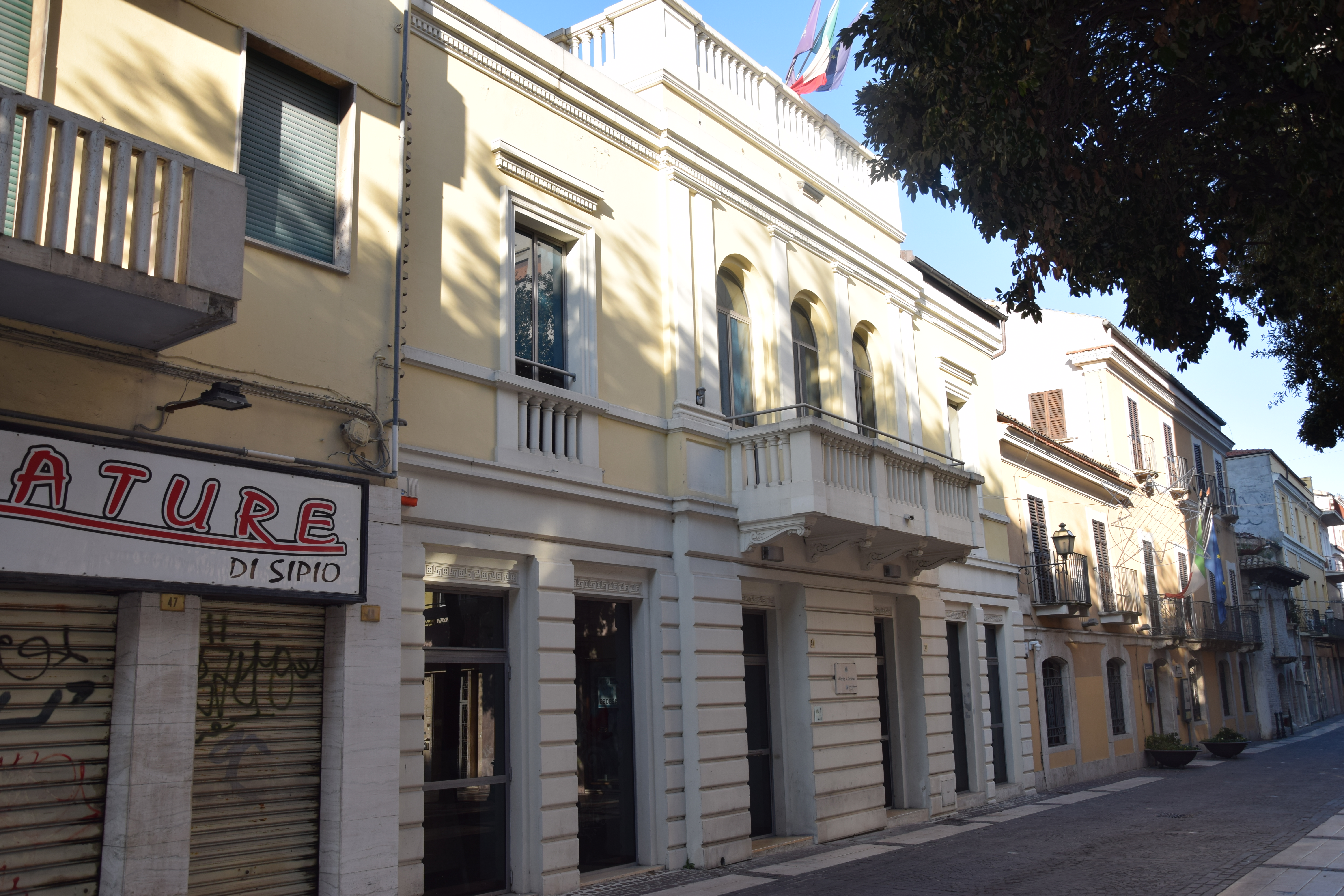
Il Circolo Aternino, antica sede comunale di Pescara

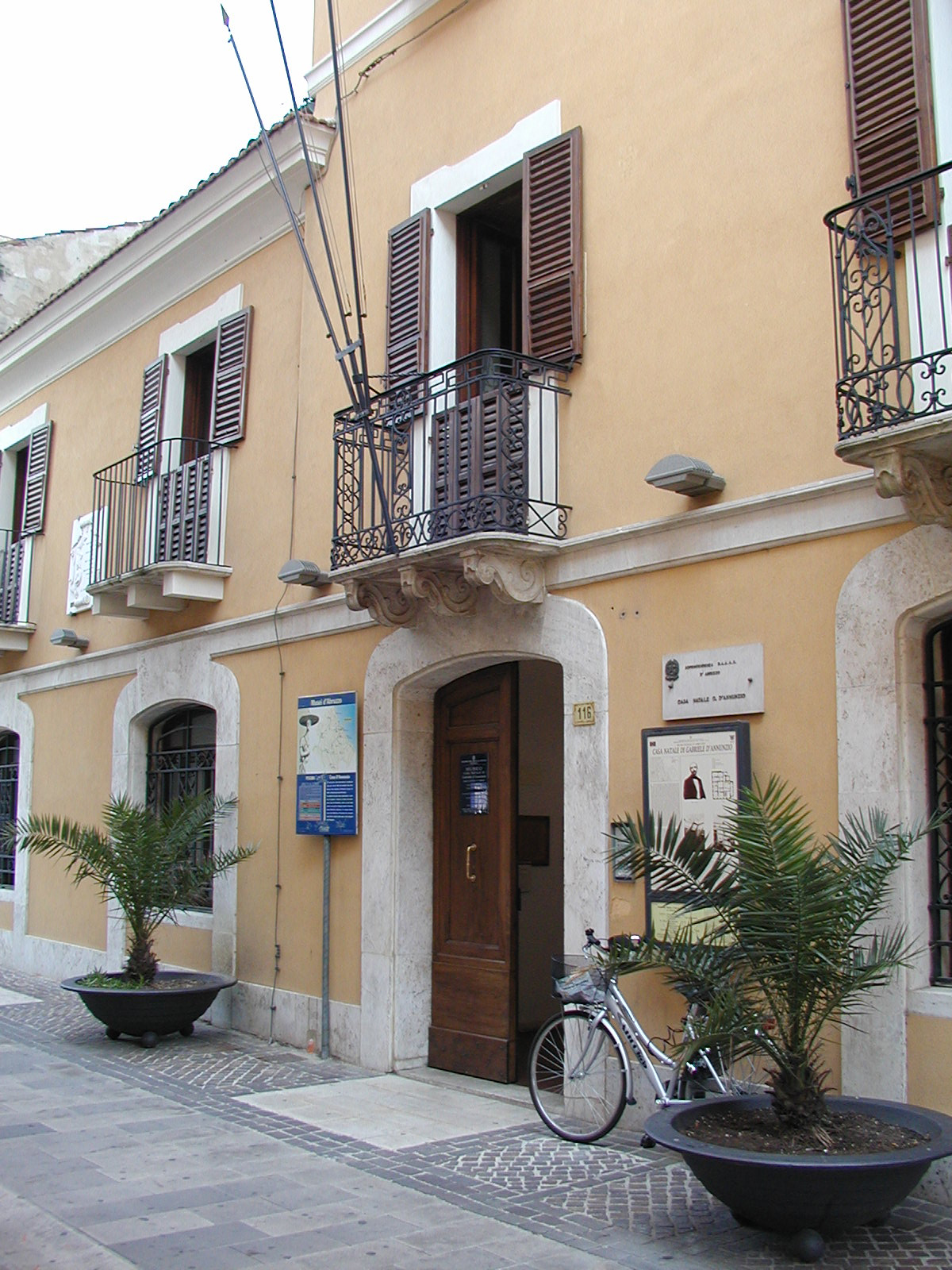
Casa natale di Gabriele D'Annunzio

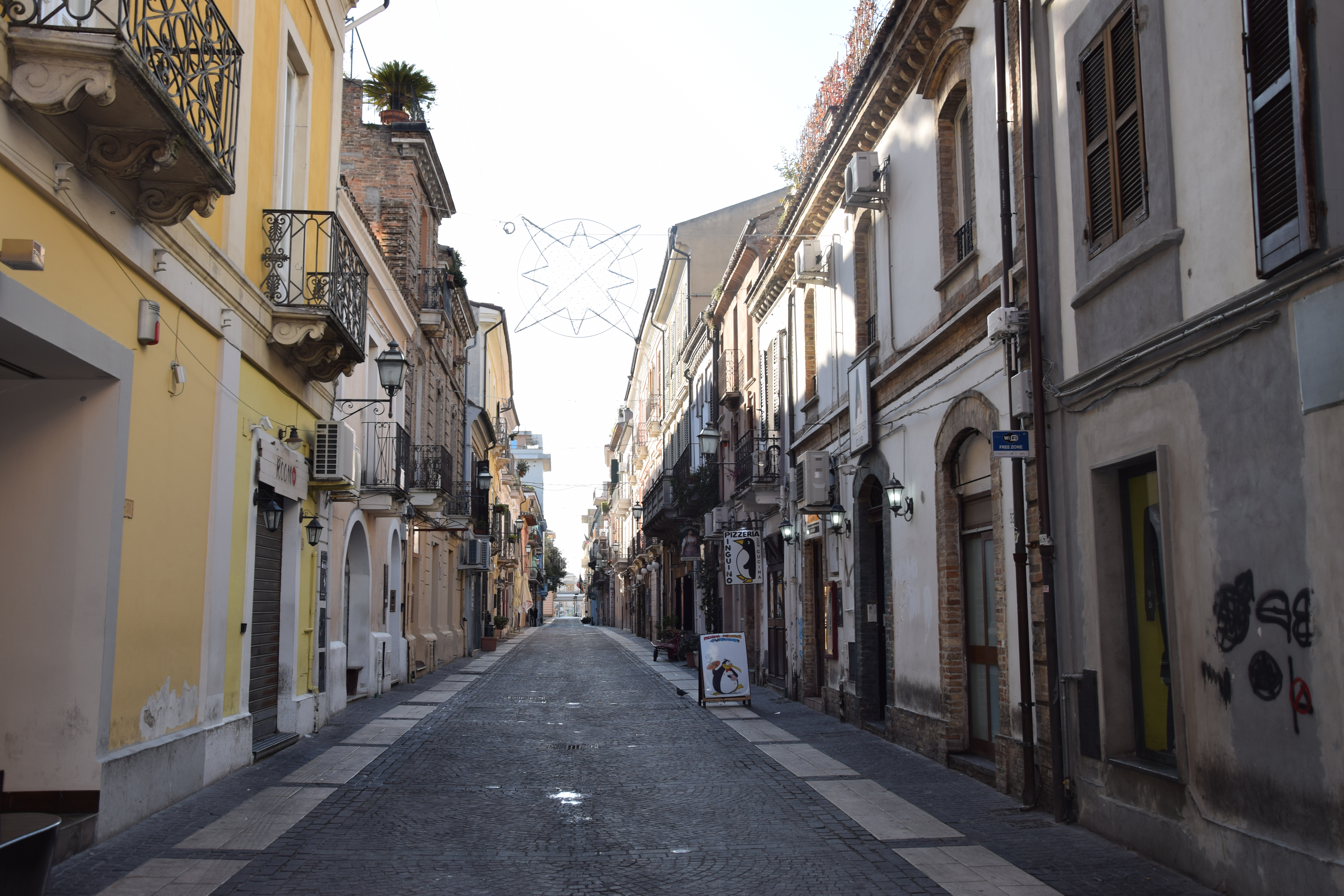
Corso Manthoné

Il piccolo villaggio abitato da coloni Vestini, inizialmente chiamato dai romani Vicus Aterni, sorgeva nell'area occupata da Pescara Vecchia, che ne ricalca la struttura urbana. L'abitato sorgeva all'incrocio di un'antica via di fondo valle del Pescara, coincidente con via delle Caserme e via Aterno, con il tracciato viario litoraneo adriatico. La successiva via Claudia Valeria, che arrivava in città da Roma seguendo il percorso di via Tavo e via dei Bastioni, conferì all'insediamento una insolita forma a triangolo allungato. Agli inizi del IV secolo venne edificato in città un tempio dedicato alla divinità Vittoria, in seguito ribattezzato chiesa di Santa Gerusalemme. I resti delle colonne di questo edificio, che venne definitivamente abbattuto alla fine del XIX secolo, sono visibili di fronte al sagrato della cattedrale di San Cetteo.
Grazie alla posizione strategica di Pescara, al centro della regione e vicina ai confini settentrionali del Regno di Napoli, nel XVI secolo venne scelta da Carlo V per la costruzione di una grande fortezza. L'imponente struttura, costruita in più fasi, andò a circondare l'abitato di Pescara e consentì lo sviluppo urbano e commerciale della città.
Nell'estate del 1566 la fortezza fu assediata da una flotta ottomana guidata dall'ammiraglio Piyale Paşa, tuttavia le difese operate da Giovan Girolamo I Acquaviva e la grandezza della struttura fecero desistere l'ammiraglio ottomano, che abbandonò la città in favore di obiettivi meno difesi nei litorali abruzzesi e molisani.
A partire dal XIX secolo, dopo decenni in cui la fortezza fu sempre coinvolta nelle azioni di guerra delle grandi potenze dell'epoca in Italia, vennero meno le esigenze strategiche della fortezza pescarese, e le fortificazioni vennero progressivamente smantellate, consentendo lo sviluppo urbano al di fuori delle mura. Parte delle caserme di fanteria vennero riconvertie a carceri per dissidenti politici, in cui vennero rinchiusi vari patrioti meridionali tra cui Clemente de Caesaris, che le descriverà come "sepolcro dei vivi".
Molti bastioni furono interrati per permettere lo sviluppo edilizio cittadino, e rinvenimenti nel sottosuolo hanno dimostrato come in molti punti delle antiche fortificazioni si fossero edificate le fondamenta di palazzi cittadini. Il ponte romano, ancora parzialmente in piedi nel 1703, crollò definitivamente in quell'anno, e venne sostituito da un ponte di barche, a sua volta rimpiazzato a fine Ottocento con uno di ferro.
La fortezza era ancora integra al tempo della visita nel 1860 del re Vittorio Emanuele II, il quale si espresse a favore della demolizione delle mura per consentire lo sviluppo della città. A causa della necessità di smantellare le pesanti fortificazioni, e per la presenza della palude delle Saline, che si estendeva dalle mura della fortezza fino all'area della Pineta, Pescara si sviluppò al livello urbano con forte ritardo rispetto al vicino centro di Castellammare Adriatico, che nel 1881 stava già avviando la massiccia colonizzazione delle zone costiere.
La forte rivalità fra le due cittadine sulle rive del fiume Pescara, ricordata anche da D'Annunzio, andò esaurendosi con il passare dei decenni, e presto divenne chiara alle amministrazioni locali del tempo la necessità di riunire i due centri in un'unica città. Dopo molti anni di trattative e compromessi, il risultato fu raggiunto nel 1927, quando Castellammare Adriatico e Pescara furono riunite in un unico comune; nonostante inizialmente si pensasse di chiamare Aterno la città riunita, l'influenza di D'Annunzio su Mussolini portò quest'ultimo a decretare che la nuova città si sarebbe chiamata Pescara.
Da quell'anno la città riunita, divenendo anche capoluogo della neoistituita provincia, conobbe un forte sviluppo urbano, legato alla costruzione di numerosi edifici pubblici e infrastrutture.
Nella zona della vecchia Pescara, ormai nota come Portanuova, vennero costruiti il palazzo della camera di commercio, la cattedrale di San Cetteo, la prefettura e altre strutture pubbliche, mentre più in generale l'architettura privata, aumentando le volumetrie del costruito, iniziava la sostituzione di storici caseggiati con nuovi palazzi e condomini di stile Liberty. In quegli anni fu abbattuto anche quel che restava dell'ex convento di San Francesco.
Durante la Seconda guerra mondiale la zona di Pescara Vecchia fu colpita dai bombardamenti degli alleati, che danneggiarono l'ultima porta cittadina superstite (corrispondente all'ingresso del museo delle genti d'Abruzzo) e distrussero completamente il lato meridionale di via dei Bastioni.
La ricostruzione, spesso a carattere speculativo, del secondo dopoguerra cambiò radicalmente il volto del quartiere, come del resto della città. La costruzione, negli anni '60, dell'edificio dell'ex tribunale (riconvertito nel 1995 nel Mediamuseum) al centro di piazza XX Settembre, reintitolata al magistrato Emilio Alessandrini, comportò la scomparsa della piazza-giardino di Pescara Vecchia, notevolmente ridimensionata dall'intervento, mentre l'ex sede comunale, distrutta nei bombardamenti, fu ricostruita solamente nel 2009. L'abbattimento di palazzo Mezzanotte in piazza Garibaldi, sostituito da un condominio in stile moderno, l'edificazione di ulteriori condomini in piazza dell'Unione e in via dei Bastioni e soprattutto la costruzione della sopraelevata della ss 16 dir/C a ridosso del lungo edificio delle caserme borboniche andarono a compromettere definitivamente l'equilibrio estetico del centro storico, ormai intaccato dalle nuove costruzioni.

## Monumenti e luoghi di interesse
- Cattedrale di San Cetteo: la cattedrale, voluta e in parte finanziata da Gabriele D'Annunzio, è la chiesa principale della città, e ospita le spoglie della madre del poeta.[2]
- Casa natale di Gabriele D'Annunzio: la casa natale del poeta, che ospita l'omonimo museo, è un palazzo signorile settecentesco all'inizio di corso Manthoné.[3]
- Casa natale di Ennio Flaiano: situata al centro di corso Manthoné, l'edificio è preservato nella sua estetica settecentesca.[4]
- Circolo Aternino: antica sede comunale di Pescara prima dell'unificazione cittadina, l'edificio andò distrutto nei bombardamenti del 1943 e venne ricostruito seguendo lo stile originario nel 2009.[5]
- Museo delle genti d'Abruzzo: il museo ha sede nel lungo edificio delle caserme borboniche, e vi sono conservati reperti e testimonianze della vita abruzzese dalla Preistoria alla Rivoluzione industriale.[6]